# Wólka Bosowska
Wólka Bosowska – wieś w Polsce położona w województwie świętokrzyskim, w powiecie buskim, w gminie Gnojno.
W latach 1975–1998 miejscowość administracyjnie należała do województwa kieleckiego.